# 202.
◄ | 2. stoljeće | 3. stoljeće | 4. stoljeće | ►
◄ | 170-ih | 180-ih | 190-ih | 200-ih | 210-ih | 220-ih | 230-ih | ►
◄◄ | ◄ | 199. | 200. | 201. | 202. | 203. | 204. | 205. | ► | ►►
Astronomija • Književnost • Kršćanstvo

## Smrti
- Leonida Aleksandrijski, svetac

## Vanjske poveznice
|  | Zajednički poslužitelj ima još gradiva o temi 202. |